# Піліхувко
Піліхувко (пол. Pilichówko) — село в Польщі, у гміні Бульково Плоцького повіту Мазовецького воєводства.
Населення — 85 осіб (2011).
У 1975-1998 роках село належало до Плоцького воєводства.

## Демографія
Демографічна структура станом на 31 березня 2011 року:
|          | Загалом | Допрацездатний вік | Працездатний вік | Постпрацездатний вік |
| -------- | ------- | ------------------ | ---------------- | -------------------- |
| Чоловіки | 43      | 12                 | 28               | 3                    |
| Жінки    | 42      | 9                  | 25               | 8                    |
| Разом    | 85      | 21                 | 53               | 11                   |